# Clusiodes niger
Clusiodes niger är en tvåvingeart som beskrevs av Axel Leonard Melander och Argo 1924. Clusiodes niger ingår i släktet Clusiodes och familjen träflugor.
Artens utbredningsområde är New Mexico. Inga underarter finns listade i Catalogue of Life.